# Lósy József
Lósy József (Trencsén, 1874. május 26. – Budapest, 1917. augusztus 22.) zoológus, entomológus, pedagógus.

## Élete
Öccse Lósy Béla újságíró. A trencséni gimnáziumba, majd a Budapesti Egyetemre járt, ahol középiskolai tanári oklevelet szerzett. 1896–1899 között az egyetem zoológiai intézetének asszisztense volt. 1899–1904 között az Rovartani Állomáson dolgozott. 1904–1917 között tanárként dolgozott Budapesten, ahol 1913-ban a német fiúiskola igazgatója lett. Országos kormánybiztos volt rovarvész sújtotta területeken.
A méhek parazitáival (Braula coecca), ill. a foglyok ökológiájával foglalkozott.
1909. évi nyitrai fényképei a Néprajzi Múzeum fényképtárában találhatóak.

## Művei
- 1902 A méhtetű és méh együttélése. Kísérletügyi Közlemények V, 1—42.
- 1902 Pozitív adatok a fogoly (Perdix perdix L.) életmódjához. Aquila X, 221—249.
- 1902 A méh és méhtetű együttélése I—II. Rovartani Lapok IX, 153—156, 175—180.
- 1903 Egy fürkészdarázs életéből I—II. Rovartani Lapok X, 25—28, 53—55.
- 1904 Növényevő Carabidák. Rovartani Lapok XI, 75—76.
- 1904 Az erdei cserebogár elterjedése hazánkban. Rovartani Lapok XI, 75—76.
- 1906 Brehm: Az állatok világa IV. Rovarok. Budapest. (fordítás)
- 1907 A nagy és a kis viaszmoly. Rovartani Lapok XIV, 102-109.
- 1908 A mételyférgek fejlődése. Állattani Közlemények 7(2): 83-94.
- 1909 Darwin származástana és az entomologia. Rovartani Lapok XVI, 17—19.
- 1910 Dr. Uhryk Nándor. Rovartani lapok XVII/10, 145-147.
- 1911 Elvi szempontok a madárvédelem és a rovarirtás megítélésében — Prinzipielle Standpunkte zur Beurteilung des Vogelschutzes und der Insektenvertilgung. Aquila XVIII, 194—210.